# Писек
Пи́сек (чеш. Písek , бывш. нем. Pi̇́sek) — город на юге Чехии, муниципалитет с расширенными полномочиями и административный центр района Писек Южночешского края, на реке Отаве (левый приток Влтавы).

## История
Археологические раскопки демонстрируют поселения людей в северном районе современного города Писек ещё во времена палеолита. Во времена античности здесь жили кельты, что доказывается обнаружением двух курганных захоронений с сокровищами кельтов из золотых изделий, слитков и серебряных украшений.
С конца 12 века на правом берегу реки Отавы размещались деревенские поселения. Эти поселения и назывались песчаными — Писек, где сформировался торговый центр Святого Вацлава. Впервые упоминание о поселении Писек обнаруживается в Уставе короля Вацлава I от 1243 года, где писалось о планировании строительства королевского замка на скалистом берегу реки.
В 1254 году, сыном Вацлава I — королём Пршемыслом Отакаром II, на месте этих поселений основывается город. Своим названием город обязан прибрежным пескам, богатым цветными металлами. Именно они принесли городу славу в средние века — в них находили золото.

## Экономика
Машиностроение, трикотажная и пищевая промышленность.
По территории Писека проходит магистральный газопровод.

## Достопримечательности
В центральной части города — большое количество исторических зданий.
Интересен каменный мост, построенный в 1263—1265 годах — старейший в Чехии каменный мост через Отаву.
В центре также стоит бывший королевский замок, который в XVIII веке был перестроен в ратушу и пивоварню, и раннеготический костёл Рождества Девы Марии XIII века.
Ежегодно проводятся фестивали — кинематографический, музыкальный и др.
Имеется музей. Близ города — замки Орлик и Звиков.

## Население
| 1869    | 1869    | 1880    | 1880    | 1890    | 1900    | 1910    | 1921    | 1930    | 1930    | 1950    | 1950    |
| ------- | ------- | ------- | ------- | ------- | ------- | ------- | ------- | ------- | ------- | ------- | ------- |
| 9181    | ↗10 565 | ↗12 156 | ↘10 596 | ↗12 550 | ↗15 313 | ↗17 273 | ↗18 094 | ↗18 658 | ↘16 966 | ↗20 560 | ↘19 021 |
| 1961    | 1961    | 1970    | 1970    | 1980    | 1980    | 1991    | 1991    | 2001    | 2014    | 2016    | 2017    |
| ↗21 228 | ↘20 074 | ↗22 759 | ↗23 713 | ↗28 104 | →28 104 | ↗29 550 | →29 550 | ↗29 796 | ↘29 720 | ↗29 838 | ↗29 966 |
| 2018    | 2019    | 2020    | 2021    | 2021    | 2022    | 2023    | 2024    | 2025    |         |         |         |
| ↗30 119 | ↗30 351 | ↗30 415 | ↘30 379 | ↘29 609 | ↗29 814 | ↗30 742 | ↗30 986 | ↗31 121 |         |         |         |

## Города-побратимы
- Бад-Леонфельден, Австрия
- Вельки-Кртиш, Словакия
- Вецлар, Германия
- Деггендорф, Германия (10 июня 2012)
- Кайрфилли[вд], Великобритания
- Лемвиг, Дания
- Смилтене, Латвия

## Галерея
- Площадь Велке-Намести
- Каменный мост (Писек)
- Новая набережная, каменный мост
- Писецкий замок